# Nvu
L'Nvu (pronunciat, en anglès, com a "N-view", per a "new view") és un complet sistema per editar pàgines web, basat en el redactor del Mozilla, que combina la gestió de tots els fitxers del lloc web i la facilitat d'ús del WYSIWYG (de l'anglès "What You See Is What You Get", "el que veus és el que aconsegueixes") per a l'edició. L'NVU està dissenyat per a ser extremadament senzill d'utilitzar, convertint-se en l'eina ideal per aquells usuaris d'ordinadors sense massa coneixements tècnics que volen crear una web atractiva i d'aspecte professional sense necessitat de conèixer HTML o els detalls de la programació web.